# Das Kind von Noah
Das Kind von Noah ist ein Roman des französischen Autors Éric-Emmanuel Schmitt aus dem Jahr 2007. Unter dem Titel L’Enfant de Noé erschien das Werk 2004 in Paris. Es wird die Geschichte des jüdischen Jungen Joseph erzählt, welcher durch den Einmarsch der Deutschen in Belgien zum Flüchtling wird. Seine Reise führt ihn in die „Gelbe Villa“, ein Waisenhaus, wo er Pater Bims trifft, der ihm hilft, sich selbst und seine Wurzeln kennenzulernen.
Der Roman stellt nach den Romanen Milarepa (tibetischen Buddhismus), Monsieur Ibrahim und die Blumen des Koran (Islam) und Oskar und die Dame in Rosa (Christentum) eine Art kombinierte Betrachtung von Judentum und Christentum dar.

## Inhalt
Joseph wächst in Brüssel als Sohn eines Schneiders in einfachen Verhältnissen auf, doch nach der Besatzung durch Deutsche beginnt die ständig zunehmende Diskriminierung der Juden. Joseph, dem bisher nicht viel der jüdischen Tradition bekannt ist, muss einen gelben Stern an der Jacke tragen. Nachdem seine Mutter von einer bevorstehenden Razzia in ihrem Wohnviertel erfährt, beschließen seine Eltern, ihn in eine christliche Adelsfamilie zu geben, mit welcher sie befreundet sind. Der siebenjährige Joseph vermutet, dass er etwas Besonderes ist, jetzt wo er mit den reichen Adligen zusammen ist, doch beginnt er bald, seine Eltern zu vermissen. Jedoch verbleibt er nur kurz bei den Adligen, da diese, seit er knapp einer Kontrolle der deutschen Soldaten entgangen ist, um ihre Sicherheit fürchten. Er wird in die „Gelbe Villa“ zu Pater Bims gebracht. 
Der christliche Pater hält mit Unterstützung eines kleinen Dorfes, sowie der atheistischen Apothekerin Mademoiselle Marcelle, in seinem Internat jüdische Kinder versteckt, beherbergt und unterrichtet aber auch christliche. Hier hilft Pater Bims ihm sich auf die Suche zu machen nach dem was er ist: Ein Kind Noahs. Schnell freundet sich Joseph mit Rudy an, dessen ganze Familie deportiert wurde, da, wie Rudy glaubt, sie alle intellektuell waren, während er hingegen nur deshalb den Verhaftungen entgehen konnte, weil er auf der Straße spielte. 
Die beiden beschützen sich gegenseitig und spenden sich Trost. Rudy berichtet Joseph, dass Pater Bims des Nachts die Villa verlässt, woraufhin Joseph herausfindet, dass der Pater sich in einer nicht mehr genutzten Kapelle, eine kleine Synagoge eingerichtet hat. An diesem Ort sammelt er Bücher des Judentums und versucht, ähnlich Noah, Zeugnisse einer bedrohten Art zu bewahren. Nachdem Joseph in die Kapelle gelangt, einigt er sich mit dem Pater, gemeinsam hebräisch zu lernen und in den heiligen Schriften der Juden zu lesen. Die beiden werden Freunde, behalten ihr Geheimnis jedoch für sich, selbst Rudy erzählt Joseph nichts. Zu einem späteren Zeitpunkt spielen die Kinder draußen, daraufhin duschen sie, Pater Bims achtet darauf, dass sich Juden und Christen getrennt waschen. 
Plötzlich steht ein deutscher Soldat in der Umkleide und erkennt augenblicklich die Situation, anstatt sie jedoch zu verraten, lächelt er nur und schenkt ihnen Geld für Bonbons. Er erklärt seinem Zug, dass er nichts gefunden hätte. Mittlerweile sind die Amerikaner in der Normandie gelandet, woraufhin die Apothekerin übermütig wird und in der Kirche die belgische Nationalhymne spielt. Die Gestapo erscheint und führt sie ab, kurz darauf finden die Deutschen die gefälschten Pässe der Juden, welche Mademoiselle Marcelle für die Kinder hergestellt hatte. Deutsche Soldaten dringen in das Internat ein und wollen die jüdischen Schüler deportieren. 
Pater Bims bittet, noch einen Tag mit der Verhaftung zu warten und der deutsche Befehlshaber stimmt zu, da er so kurzfristig keinen geeigneten Transporter organisieren kann. Die Studenten, die Pater Bims beim Lehren unterstützen schlagen sich gegenseitig und werden gefesselt, damit alles nach einer Rettung der Juden durch die belgische Résistance aussähe. Die Juden verstecken sich in der Kapelle, täuschen eine Flucht über den nahegelegenen See vor. Anwohner und Angehörige der Résistance unterstützen die Versteckten mit Nahrung. 
Nach Ende des Krieges kehren die Mutter Rudys und die Eltern Josephs wieder. Widerwillig stimmt Joseph auf Drängen Pater Bims zu, mit seinen Eltern nach Brüssel zurückzukehren. Er erbt das erfolgreiche Unternehmen seines Vaters und unterstützt den neuen Staat Israel finanziell, weigert sich jedoch, anders als Rudy, dorthin überzusiedeln.

## Figuren

### Joseph
Der siebenjährige Joseph erzählt seine Geschichte. Schnell findet er heraus, dass er etwas Besonderes ist, zuerst glaubt er, er wäre adelig, wie die Sullys, die Adelsfamilie, bei denen er von seinen Eltern versteckt wird. Später entdeckt er, dass Pater Bims sich besonders für die in der Welt unterdrückten interessiert und ihrer in der Krypta einer verlassenen Kapelle gedenkt, was es heißt Jude zu sein. Er lernt Hebräisch und lässt sich über das Judentum unterrichten. Nach dem Krieg kommt er mit seinen Eltern wieder nach Brüssel. Jahre später hat er sich als Geldgeber am Aufbau Israels beteiligt.

### Pater Bims
„Ein langer, schmaler Mensch, der wirkte, als bestünde er aus zwei unzusammenhängenden Teilen: dem Kopf und dem Rest. Sein Körper schien überhaupt nicht vorhanden zu sein, nichts zeichnete sich ab unter der schwarzen Soutane, die platt an ihm hing wie an einem Bügel. Sein Kopf aber war unübersehbar, aus Fleisch und Blut und so rosig wie bei einem frisch gebadeten Baby. Man bekam richtig Lust, ihn in die Hände zu nehmen und auf beide Wangen zu küssen.“ (S.29f)
Pater Bims leitet die „Gelbe Villa.“ Er hat Mitleid für alle Unterdrückten und setzt sich mit ganzer Kraft für sie ein; in diesem Sinne ist er der Prototyp des Christen, der aus Nächstenliebe handelt. Er schafft es mit vielen Helfern zweihunderteinundsiebzig Juden das Leben zu retten. In Israel wird ihm ein Waldstück mit zweihunderteinundsiebzig Bäumen gewidmet.

### Rudy
„Rudy war endlos. Er war so hoch aufgeschossen, da[ss] man hätte meinen können, er sei hinter seinen hängenden Schultern an einem Seil aufgeknüpft, und Beine und Arme baumelten wie bei einem Hampelmann kraftlos im Leeren. Das Haar auf einem schweren, nickenden Kopf schien selbst nicht zu glauben, da[ss] es so braun, dicht und störrisch war.“ (S.46)
Der Tutor Josephs in der „Gelben Villa“ ist ein einfach gestrickter Junge. Zusammen verbringen sie viel Zeit und entdecken etwa Pater Bims Versteck in der Krypta. Rudy zieht später nach Israel und beteiligt sich so aktiv am Aufbau des Staates.

### Mademoiselle Marcelle
„Mademoiselle Marcelle ähnelte allem, nur keiner Frau, eher einer Kartoffel auf einem Vogelkörper. Ihr Gesicht, matt, braun, gefleckt und unförmig, wirkte mit seinen zusammengekniffenen Lidern wie eine frisch geerntete Rübe (…)“ (S.35)
Als Apothekerin von Chemlay unterstützt Mademoiselle Marcelle, obgleich sie mit der Kirche große Probleme hat, die Arbeit des Waisenhauses und hilft Pater Bims bei der Erstellung der falschen Papiere. Aufgrund ihrer Neigung zum vulgären Fluchen wird sie auch Kruzitürken genannt. Am Tag der Landung der amerikanischen Truppen, betritt sie erstmals eine Kirche und spielt auf der Orgel die Brabançonne. Sie wird von den Nazis festgenommen. 1948 wird nach ihr, die nie aus dem Konzentrationslager zurückgekehrt ist, eine Straße in Chemlay benannt. (c.f. S. 137)

## Ausgaben
Bücher
- Eric-Emmanuel Schmitt: Das Kind von Noah (L’enfant de Noé). Fischer Taschenbuch Verlag, Frankfurt/M. 2007, ISBN 978-3-596-16959-7 (ins Deutsche übersetzt von Inés Koebel).
- Eric-Emmanuel Schmitt: L’enfant de Noé. Albin Michel, Paris 2004, ISBN 2-226-15108-7.

Hörspiel
- 2005: Éric-Emmanuel Schmitt: Reihentitel: Ortstermin 1945: Das Kind von Noah – Bearbeitung (Wort): Ursula Schregel, Regie: Norbert Schaeffer, u. v. a. mit Ernst Jacobi als Erzähler (WDR)[1]
  - Veröffentlichung: CD-Edition: Der Audio Verlag (Berlin) 2005, ISBN 3-89813-392-3

Hörbuch
- Eric-Emmanuel Schmitt: L’enfant de Noé. Texte intégral lu par l’auteur. Audiolib, Paris 2008, ISBN 978-2-35641-004-7 (1 CD).